# 1443
- Wikisource

| Calendário gregoriano                                                        | 1443 MCDXLIII                                        |
| Ab urbe condita                                                              | 2196                                                 |
| Calendário arménio                                                           | 892 – 893                                            |
| Calendário bahá'í                                                            | -401 – -400                                          |
| Calendário budista                                                           | 1987                                                 |
| Calendário chinês                                                            | 4139 – 4140 Início a 31 de janeiro (aproximadamente) |
| Calendário copta                                                             | 1159 – 1160                                          |
| Calendário etíope                                                            | 1435 – 1436                                          |
| Calendários hindus - Vikram Samvat - Calendário nacional indiano - Cáli Iuga | 1498 – 1499 1364 – 1365 4543 – 4544                  |
| Calendário Holoceno                                                          | 11443                                                |
| Calendário islâmico                                                          | 847 – 848                                            |
| Calendário judaico                                                           | 5203 – 5204                                          |
| Calendário persa                                                             | 821 – 822                                            |
| Calendário rúnico                                                            | 1693                                                 |
| Calendário solar tailandês                                                   | 1986                                                 |

1443 (MCDXLIII, na numeração romana) foi um ano comum do século XV do Calendário Juliano, da Era de Cristo, e a sua letra dominical foi F (52 semanas), teve início a uma terça-feira e terminou também a uma terça-feira.
| Ano completo                       |
| ---------------------------------- |
| Ano comum com início à terça-feira |

## Eventos
- 5 de Abril - Carta de D. Afonso V isentando Gonçalo Velho Cabral e os moradores dos Açores do pagamento de dízima por um período de 5 anos.
- Criação do Ducado de Bragança.
- O navegador Nuno Tristão entra no golfo de Arguim (Mauritânia).
- Data estimada (por falta de documentos oficiais) para a concessão da donataria dos Açores ao Infante D. Henrique.
- O Papa Eugénio IV, como forma de evitar revindicações da Coroa de Castela, intervém a favor do papel de Portugal na evangelização africana, emitindo a bula “Rex Regum”.
- Criação da Universidade de Istambul.

## Nascimentos
- 31 de maio - Margarida Beaufort (mãe de Henrique VII de Inglaterra).
- 5 de dezembro - Papa Júlio II (m. 1513).

## Mortes
- 5 de junho - Fernando de Portugal, o Infante Santo, no cativeiro em Fez.